# The Little Terror
The Little Terror is een Amerikaanse dramafilm uit 1917 onder regie van Rex Ingram.

## Verhaal
De miljonair John Saunders dreigt zijn zoon Wallace te onterven, omdat die wil trouwen met de circusruiter Tina. Het stel neemt de benen en Wallace wordt acrobaat in het circus. Ze zijn gelukkig samen, maar Tina sterft in het kraambed. Jaren later is John getuige van de dood van zijn zoon, die omkomt bij een trapezenummer. John ontfermt zich over Alice, de dochter van Wallace en Tina. Ondanks haar voortdurende schelmenstreken wordt zij gelijk zijn oogappel. Hij wil haar koppelen aan de zoon van zijn zus. Alice gaat ervandoor met George Reynolds, een artiest die ze kent uit haar tijd bij het circus. John denkt eerst dat George alleen maar uit is op het geld van Alice, maar als blijkt dat hij 1.000 dollar per week verdient met zijn tekeningen, stelt hij zijn vooroordelen bij.

## Rolverdeling
| Acteur            | Personage         |
| ----------------- | ----------------- |
| Violet Mersereau  | Tina / Alice      |
| Sidney Mason      | George Reynolds   |
| Ned Finley        | John Saunders     |
| Robert Clugston   | Wallace Saunders  |
| Ed Porter         | Circusdirecteur   |
| John Raymond      | Archibald Watkins |
| Mathilde Brundage | Mevrouw Watkins   |